# Rubus josefianus
Rubus josefianus är en rosväxtart som beskrevs av Heinrich E. Weber. Rubus josefianus ingår i släktet rubusar, och familjen rosväxter. Inga underarter finns listade i Catalogue of Life.